# Ruine Strättligen
Die Ruine Strättligen ist die Ruine einer Höhenburg aus dem 13. Jahrhundert auf dem Gebiet der ehemaligen Gemeinde Strättligen oberhalb des Ortsteils Gwatt der Gemeinde Thun im Kanton Bern. Gebräuchliche Namen sind auch Strättligburg oder Strättligturm.

## Geschichte

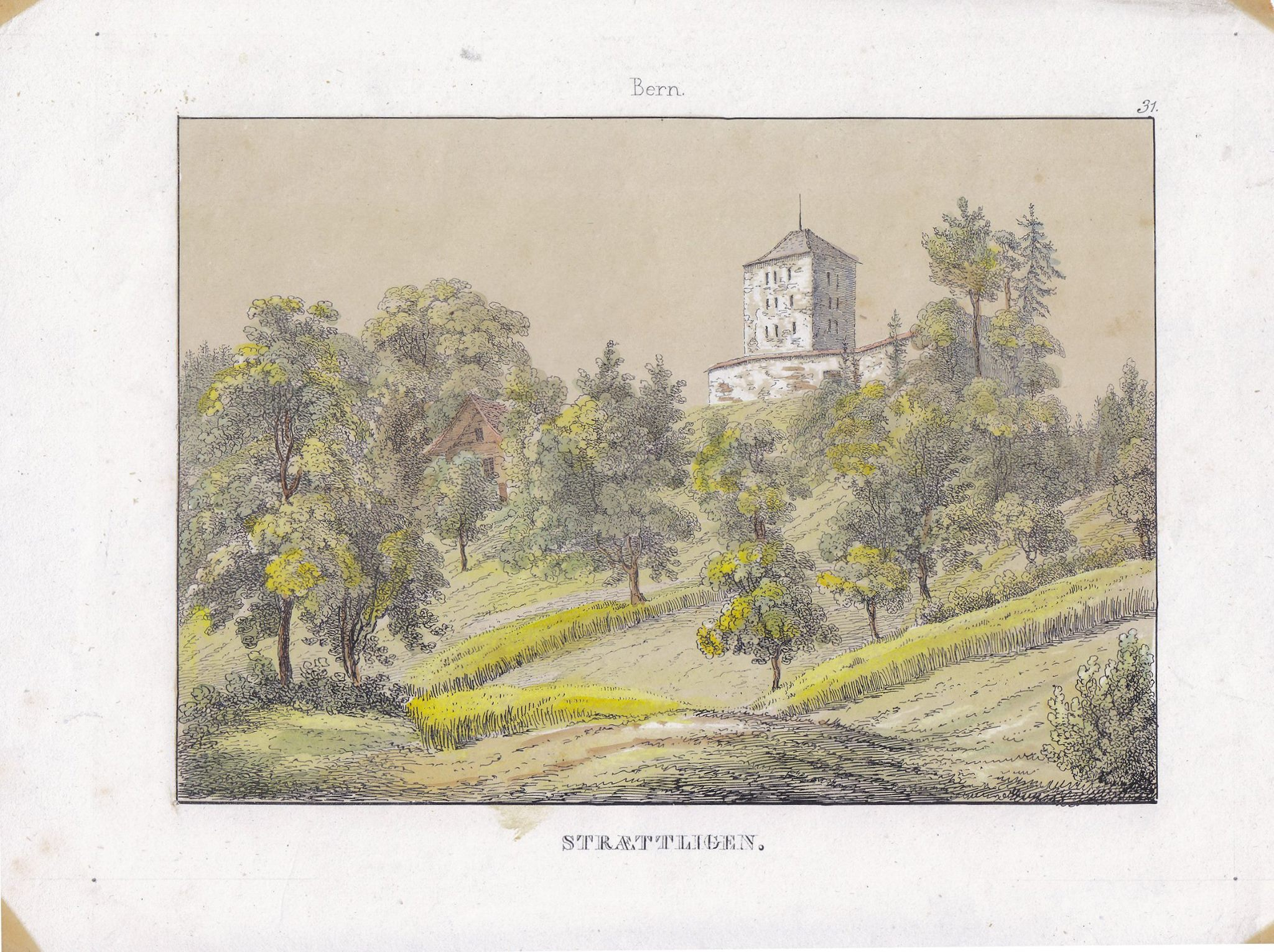
Darstellung der Strättligburg vor 1806

Die Ruine war die Stammburg der Freiherren von Strättligen. Die Freiherren von Strättligen waren auch Besitzer des Schlosses Wimmis. 1332 wurde die Burg von den Bernern geschleift. 1699 baute der Staat Bern auf der Burgruine den noch heute erhaltenen Pulverturm.